# 美月うさぎ
美月 うさぎ（みつき うさぎ、 - ）は、日本の漫画家。女性・既婚。血液型AB型。

## 概要
福岡県鞍手郡生まれ。小学2年生の時に漫画家になりたい！と夢見るようになり、中学卒業頃まで漫画に打ち込んでいた。
その後、衣料販売会社の事務員を経て、結婚。2009年に6年間飼っていたウサギが亡くなったことで、８キロ体重が減るほど落ち込み、見かねた夫がコミックスタジオのセットを買ってきた事から再び漫画を描くようになった。
家事の合間にサイトで自分の漫画を公開していたところ、2013年6月に『モーニング』の編集者の目に留まり、メールでスカウトされた。しかし当初は新手の詐欺ではないかと思い、半信半疑で返信したところ、編集者から「キャラクターが筑豊弁で会話する漫画を描きませんか?」と勧められ、そのままプロの漫画家となった。
2014年3月に『モーニング』にて『チクホー男子☆登校編』でデビューし、8月まで連載。関東地方などの読者から「イケメン高校生が知らない方言を使っているのがカワイイ」との反響があった。
2019年、講談社とpixivが共同で開発したマンガアプリ『Palcy』にて『チクホー男子☆登校編』続編を57話まで連載。
本人は「福岡県の方言は博多弁だけじゃなく、筑豊地方の筑豊弁もある。筑豊弁は乱暴なイメージがあるけど、それだけではないことを読者の方にも知ってほしい」と述べている。

## 作品
- チクホー男子☆登校編 - 『モーニング』、2014年3月 - 8月
- チクホー男子☆登校編 - 『Palcy』、2019年
- チクホー家族　　　　 - 『西日本新聞・筑豊版』
- チクホー男子☆登校編NEXT - 『マンガボックス』、2020年 -

## 脚註
1. 1 2 3 4 5 6 7 8 9  『東京新聞』2014年11月25日付
2. 1 2  「地方ヤンキー」新たなリアル　「チクホー男子」作者の思い

## 関連サイト
- チクホー男子☆登校編 - 公式サイト
- 美月うさぎ (@usagimitsuki_) - X（旧Twitter）
- 第1話「バレンタイン」と美月うさぎさんインタビュー